# Kísérőhíd

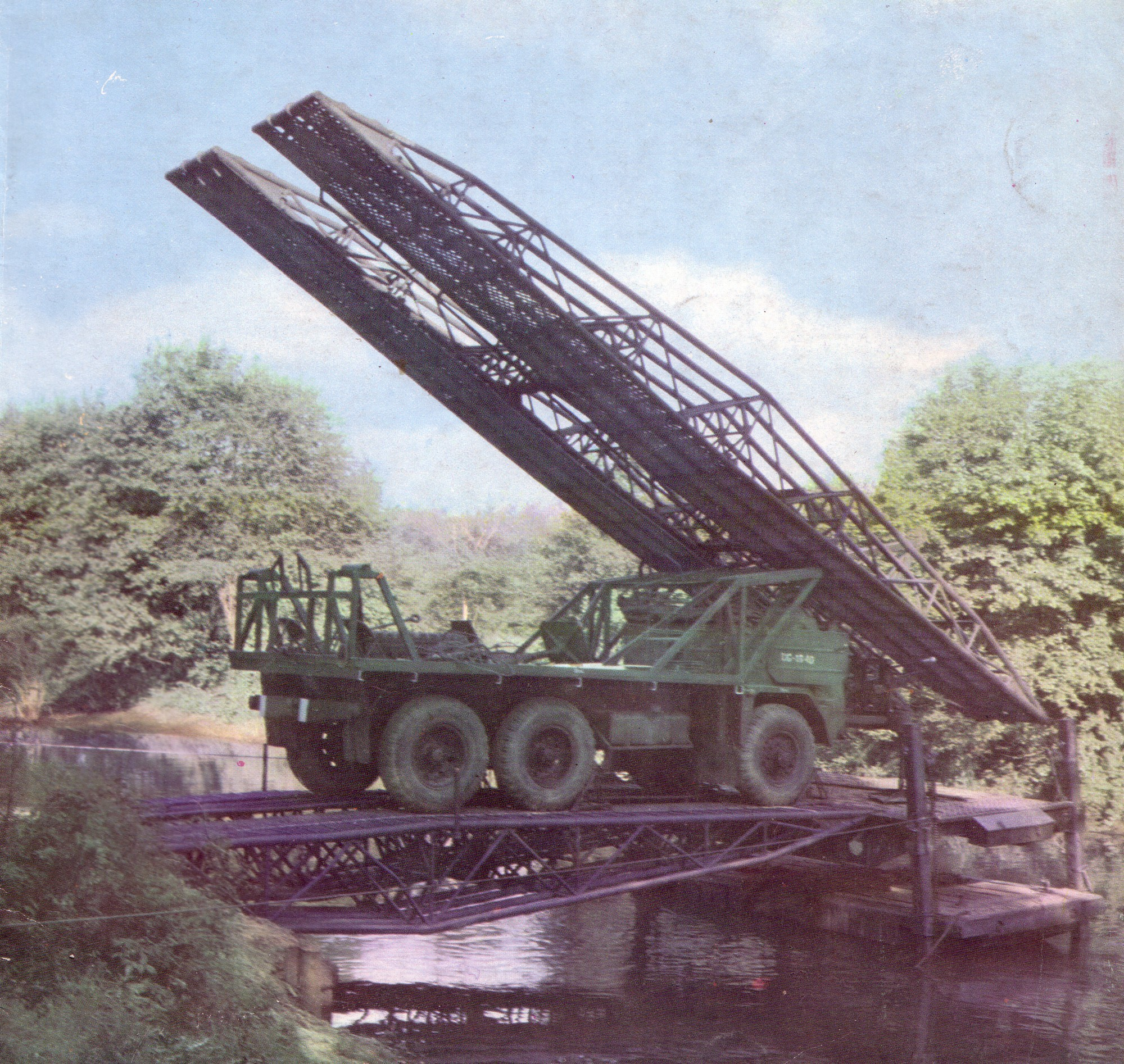
Lengyel SMT–1 kísérőhíd lefektetése

A hadászatban a kísérőhíd a műszaki csapatok által használt mobil hadihíd, amely elsősorban az utánpótlás szállítását végző járművek akadálymentes haladását szolgálja. Ezek a mobil hadihidak képesek együtt haladni a gépkocsioszlopokkal, ebből ered a kísérőhíd elnevezés. Az ilyen feladatkört ellátó járművek többnyire harcoló alakulatok mögött, az ellenség tüzének hatókörén kívül tevékenykednek, a mobil kísérőhidak hordozására többnyire páncélozatlan tehergépkocsikat alkalmaznak. 
A kísérőhidak segítségével kisebb árkok, vízmosások és vízi akadályok hidalhatók át. A kísérőhidak kialakítása olyan, hogy többnyire lehetőség van több hídelem összeépítésével szélesebb akadályok áthidalására is. Ilyen esetben a hídelemek kapcsolódásánál pillérrel kell alátámasztani a hídszerkezetet. 
A nehéz kísérőhidak teherbírása elérheti az 50 tonnát is, így ezek a nehéz lánctalpas eszközök (pl. harckocsik) áthaladására is alkalmasak. A könnyű kísérőhidak terhelhetősége 20–25 tonna körüli, ezek elsősorban gépkocsik és tehergépkocsik számára használhatók. 
Az ellenséges tűznek kitett, harci cselekmények közelében tevékenykedő mobil hadihidakat páncélozott alvázra telepítik, ezek a hídvető harckocsik. 